# El sheriff terrible
El sheriff terrible es una parodia del western estadounidense filmada en España. Fue una de las pioneras de la oleada de Spaghetti westerns filmados en Hoyo de Manzanares, Madrid, durante las décadas de 1960 y 1970. Se estrenó en Italia el 4 de diciembre de 1962 y en España el 4 de junio de 1964.

## Argumento
Los hermanos Bull y Jonathan (Walter Chiari y Raimondo Vianello) llegan a Golden City, un pueblo que se encontraba atemorizado por el forajido Black Boy. El alcalde del pueblo es quien realmente planea forzar a los habitantes a abandonarlo, dada la riqueza petrolífera que albergan sus tierras. Accidentalmente, los dos hermanos comen una gallina drogada, lo que les envalentona a la hora de enfrentarse a los feroces bandidos que atemorizan al pueblo. Los habitantes del pueblo presionan al alcalde para que nombre representantes de la ley a los dos hermanos, que tendrán que intentar detener a Black Boy.

## Reparto
- Reparto (en orden por créditos):[2]
- Walter Chiari ... Bull Bullivan
- Licia Calderón ... Suzanne
- María Silva ... Clementine
- Raimondo Vianello ... Jonathan Bullivan
- Aroldo Tieri ... Fats Missouri
- Antonio Vico ... Macister
- Félix Fernández ... Avicultor
- Antonio Molino Rojo ... Smith
- Ángela Pla ... Jugadora de cartas
- José Villasante ... Bandido de Jimmy el rosa
- Maruja Tamayo ... Esposa del avicultor
- Xan das Bolas ... Habitante del pueblo
- Emilio Rodríguez ... Missouri Henchman #2
- María Pinar ... Villageress
- Pedro Fenollar	... Barman
- Alfonso Rojas ... Croupier
- José Riesgo ... Esbirro de Fats
- Venancio Muro ... Barbero
- Juan Cazalilla	... Villageres
- Antonio Padilla ... Esbirro de Fats
- Belinda Corel ... Villageress
- Rafael Luis Calvo ... Missouri Henchman #3
- Claude Marchant (como Claude Marshal)
- Miguel Del Castillo ... Jugador de cartas (como Miguel Ángel Castillo)
- Fernando Hilbeck ... Black boy difunto
- Román Ariznavarreta ... Ciudadano (sin acreditar)

## Producción
Como asistente de producción figuró Rafael Romero Marchent, futuro realizador y como tal uno de los que más cultivaría el subgénero. Entre los guionistas figuraron el creador de El Coyote, José Mallorquí; y Ettore Scola, un posteriormente importante realizador del cine italiano.

## Titulaciones
- Due contro tutti (Italia, título original)
- El sheriff terrible (España, título original)
- Terrible Sheriff (Estados Unidos)
- Two Against All (Estados Unidos)